# وضاح خنفر
وضاح خنفر (زاده ۱۹۶۸ میلادی) روزنامه‌نگار اردنی فلسطینی تبار است. او از سال ۲۰۰۳ مدیریت شبکه الجزیره را برعهده گرفت.
وی در سال ۱۹۹۷ به عنوان خبرنگار در آفریقای جنوبی همکاری اش را با الجزیره آغاز کرد. پس از حوادث ۱۱ سپتامبر ۲۰۰۱ به هند و افغانستان رفت تا به به پوشش جنگ افغانستان بپردازد. پس از آن و قبل از آغاز حمله نظامی به عراق، برای پوشش حوادث این کشور به سلیمانیه رفت و حوادث قبل از جنگ را از این شهر دنبال می‌کرد تا پس از سقوط صدام، پوشش تحولات جنگ عراق از بغداد پیگیری شود.

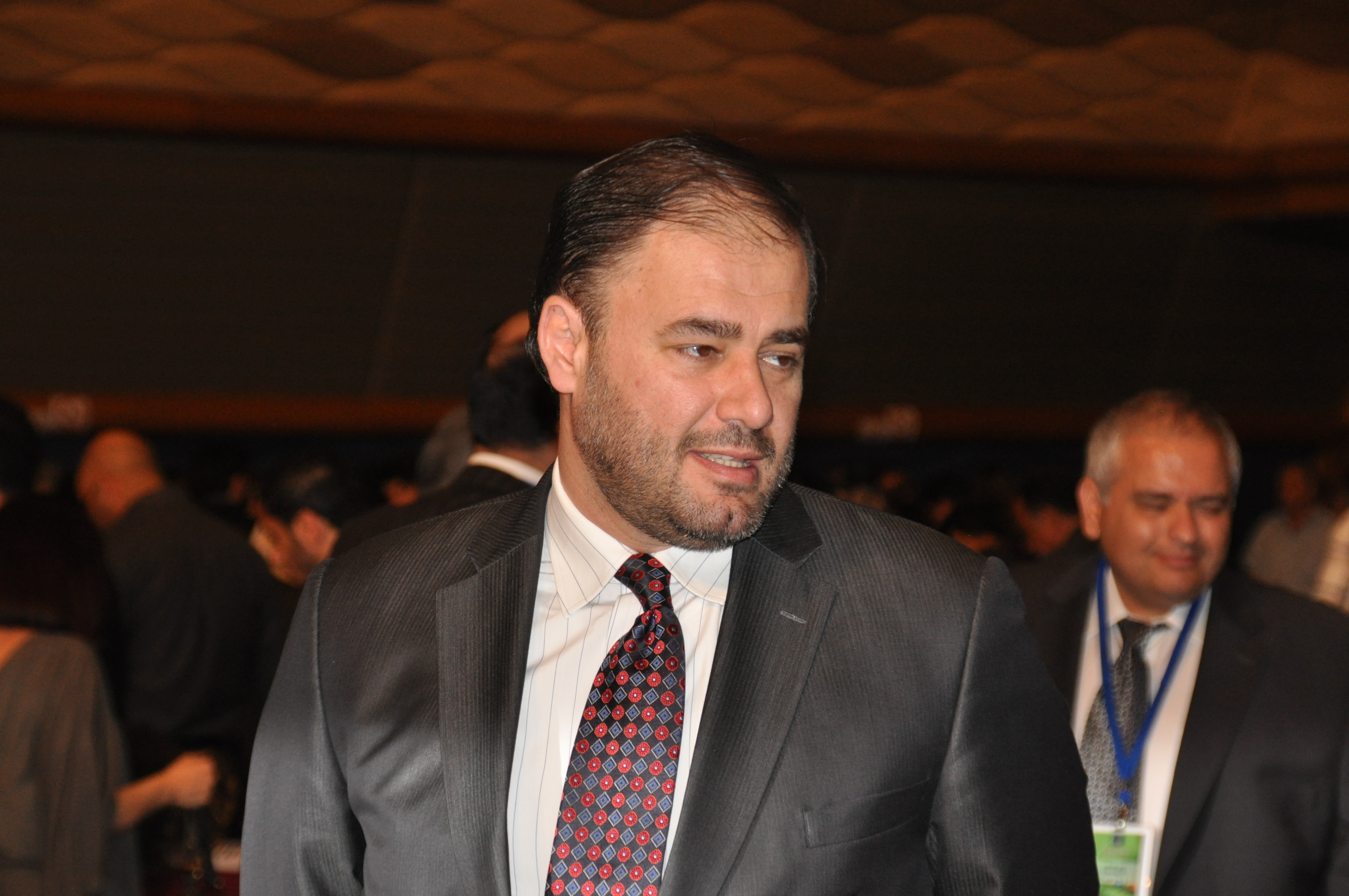
وضاح خنفر

او در سال ۲۰۰۳ جایگزین «محمد جاسم العلی» مدیر وقت شبکه الجزیره عربی و در سال ۲۰۰۶ نیز به عنوان مدیر گروه رسانه‌ای الجزیره (شامل چندین شبکه و از جمله الجزیره عربی) منصوب شد.
خنفر دومین مدیر الجزیره بود.